# 猫のテブクロ
『猫のテブクロ』（ねこのテブクロ）は、筋肉少女帯の3枚目のアルバム。

## 解説
三柴江戸蔵が脱退しバンドはサウンドの要を失うが、代わりにインディーズ時代に筋少のギターも担当した事がある本城聡章と元AROUGEのギタリスト橘高文彦が加入する。セールス的には折からのバンド・ブームなどもあって大成功し、筋少史上歴代1位の売り上げ枚数となった。
リマスタリングが施され、2009年8月19日に再発売された。
6曲目の「Go! Go! Go! Hiking Bus 〜Casino Royale〜, 〜The Longest Day〜」は、曲の大部分がバート・バカラック作曲の「カジノロワイヤルのテーマ」（ハーブ・アルパート&ザ・ティファナ・ブラス）の替え歌である。曲のエンディングに口笛でエルマー・バーンスタイン作曲の「大脱走マーチ」が演奏されているが、クレジットには「The Longest Day」「作曲：ポール・アンカ」と記載されているクレジットミスが在る。なお「猫のテブクロ再現ライブ」の映像作品ではこの口笛の部分は収録されていない。

## 収録曲
| 全作詞: 大槻ケンヂ、全編曲: 筋肉少女帯。 |                                                                   |            |                                    |      |
| #                                        | タイトル                                                          | 作詞       | 作曲                               | 時間 |
| 1.                                       | 「星と黒ネコ」                                                    | 大槻ケンヂ | 筋肉少女帯                         | 0:21 |
| 2.                                       | 「これでいいのだ」                                                | 大槻ケンヂ | 内田雄一郎                         | 5:49 |
| 3.                                       | 「日本印度化計画」                                                | 大槻ケンヂ | 大槻ケンヂ                         | 3:51 |
| 4.                                       | 「星の夜のボート」                                                | 大槻ケンヂ | 内田雄一郎                         | 4:54 |
| 5.                                       | 「Picnic at Fire Mountain 〜Dream on James, You're Winning〜」    | 大槻ケンヂ | バート・バカラック・ポール・アンカ | 0:46 |
| 6.                                       | 「Go! Go! Go! Hiking Bus 〜Casino Royale〜, 〜The Longest Day〜」 | 大槻ケンヂ | バート・バカラック・ポール・アンカ | 3:07 |
| 7.                                       | 「最期の遠足」                                                    | 大槻ケンヂ | 内田雄一郎                         | 3:25 |
| 8.                                       | 「月とテブクロ」                                                  | 大槻ケンヂ | 内田雄一郎                         | 7:02 |
| 合計時間:                                | 合計時間:                                                         | 合計時間:  | 29:15                              |      |

## 楽曲解説
1. 星と黒ネコ
2. これでいいのだ
3. 日本印度化計画
1989年チェリオコーポレーション「チェリオ」CF曲。CFでは「俺にチェリオを飲ませろ」と歌詞を変更している。
2012年テレビ東京系「ピラメキーノ」挿入曲。
4. 星の夜のボート
5. Picnic at Fire Mountain 〜Dream on James, You're Winning〜
6. Go! Go! Go! Hiking Bus 〜Casino Royale〜, 〜The Longest Day〜
7. 最期の遠足
8. 月とテブクロ

## 演奏者
- 大槻ケンヂ - ボーカル
- 橘高文彦 - ギター
- 本城聡章 - ギター
- 内田雄一郎 - ベース
- 太田明 - ドラムス
- 秦野猛行 - キーボード（ゲスト）
- 安紀 - コーラス（ゲスト）
- 伊集院光 - 「これでいいのだ」シャウト（ゲスト）